# Rada TV
El canal de televisió RADA (ucraïnès: Парламентський телеканал «РАДА») és el canal de televisió oficial del parlament ucraïnés.
Fins al desembre de 2021, feia retransmissions en directe de les reunions del parlament i altres programes relacionats amb el procés legislatiu. A partir de desembre de 2021, el canal es va rellançar, passant a ser una televisió informativa i de notícies les 24 hores del dia. El canal es va crear l'any 1998, és de propietat estatal i es finança amb els pressupostos de l'Estat.

## Polèmiques
Segons la diputada d'UDAR, Iryna Herashchenko, el desembre de 2013, el canal va ignorar les manifestacions proeuropees d'Euromaidan mentre emetia principalment discursos i declaracions fets per membres del govern i manifestacions realitzades pel Partit de les Regions (i, per tant, no cobria les activitats de totes les faccions parlamentàries i diputats, inclosos els diputats de l'oposició i independents).

## Direcció general
- Mykola Orlovsky (1999 — 2012)[4]
- Vasyl Klymchuk (febrer de 2012 - març de 2013)[4][5]
- Ihor Tolstykh (març de 2013 — març de 2014)[5][6]
- Vasyl Klymchuk (en funcions, des de març de 2014)[6][7]